# Adagio (música)

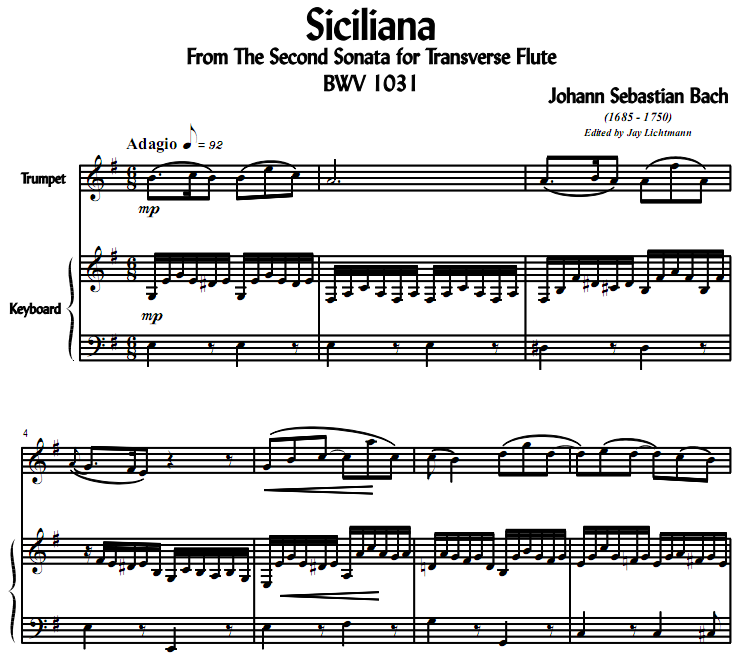
Adagio, Sonata para flauta en mi bemol mayor atribuida a Johann Sebastian Bach.

Adagio (del italiano) es un término musical que indica el tempo en el que se debería interpretar una obra musical. También puede referirse a un movimiento en concreto de una pieza musical.

## Como indicación detempo
Como indicación de tempo generalmente va acompañada de una indicación metronómica:
- en partituras antiguas: entre 40 y 60 tiempos por minuto, muy aproximadamente.
- en la música del siglo XIX hasta hoy : entre 52 a 66 tiempos por minuto, muy aproximadamente.
- a partir del clasicismo, a menudo se usaba como un término genérico que  se refería a los movimientos lentos de una obra, especialmente una sonata, un cuarteto o una sinfonía.

El tempo adagio suele ser más lento que andante  y más rápido que  largo, grave o larghetto.

## Como movimiento
Como movimiento, su duración varía según las épocas. En el Barroco podía durar entre unos compases, entre dos movimientos, o alcanzar una duración de hasta cinco o seis minutos. Durante el clasicismo los movimientos denominados  adagio se alargaban considerablemente y en el Romanticismo aún mucho más.   En una sinfonía o un concerto el adagio puede alcanzar entre diez o incluso veinte minutos. 
Como término de indicación de tiempo se emplea quizás un poco menos a partir de mediados del siglo XX y el concepto de la costumbre del movimiento adagio se ha perdido bastante. Cuando ocurren dentro de una obra de estilo neoclásico, a menudo encontramos que sus dimensiones han sido apropiadamente reducidas.   

### Adagios célebres
- Adagio sostenuto de la Sonata para piano n.º 14 en do sostenido menor (1801) de Ludwig van Beethoven.
- Adagio sostenuto del Concierto para piano nº 2 en do menor op. 18 (1899) de Sergei Rajmáninov.
- Adagio del Concierto para piano en sol (1931) de Maurice Ravel.
- Adagio para cuerdas (1938) de Samuel Barber.
- Adagio del Concierto de Aranjuez (1939) de Joaquín Rodrigo.
- Adagio de Albinoni (1945) de Remo Giazotto.